# Meniscium chrysodioides
Meniscium chrysodioides är en kärrbräkenväxtart som beskrevs av Fée. Meniscium chrysodioides ingår i släktet Meniscium och familjen Thelypteridaceae. Utöver nominatformen finns också underarten M. c. goyazensis.